# Robinson Club
Pour les articles homonymes, voir Robinson.

Logo Robinson Club

Les Clubs Robinson sont des clubs de vacances, créés en 1970 par le groupe touristique allemand TUI.
En Allemagne ils connaissent un très grand succès pour des vacances de qualité et de grand confort avec une riche offre en sport et loisirs. Les clubs proposent les formules tout inclus.
En 2005, le restaurant KochArt du Club Robinson Select Alpenrose Zürs décroche une étoile au Guide Michelin Autriche.

## Historique
- 1970 TUI et Steigenberger créent la société Robinson Club GmbH. L'hôtel TUI  Jandia Playa à Fuerteventura ouvrira ses portes comme premier Club ROBINSON.
- 1974 Au Kenya sera créée la première installation conçue par Robinson. D'autres clubs suivront dans le bassin méditerranéen et les Alpes.
- 1989 TUI rachètent les parts de Steigenberger.
- 2002 Le navire de croisière MS Sun Bay voyage sous la bannière de Robinson.
- 2005 Le restaurant KochArt du Robinson Select Alpenrose Zürs reçoit une étoile au Guide Michelin